# Paramicromerys
Genre
Paramicromerys est un genre d'araignées aranéomorphes de la famille des Pholcidae.

## Distribution
Les espèces de ce genre sont endémiques de Madagascar.

## Liste des espèces
Selon World Spider Catalog (version 14.5, 2014) :
- Paramicromerys betsileo Huber, 2003
- Paramicromerys coddingtoni Huber, 2003
- Paramicromerys combesi (Millot, 1946)
- Paramicromerys madagascariensis (Simon, 1893)
- Paramicromerys mahira Huber, 2003
- Paramicromerys manantenina Huber, 2003
- Paramicromerys marojejy Huber, 2003
- Paramicromerys megaceros (Millot, 1946)
- Paramicromerys nampoinai Huber, 2003
- Paramicromerys quinteri Huber, 2003
- Paramicromerys rabeariveloi Huber, 2003
- Paramicromerys ralamboi Huber, 2003
- Paramicromerys rothorum Huber, 2003
- Paramicromerys scharffi Huber, 2003

## Publication originale
- Millot, 1946 : Les pholcides de Madagascar (Aranéides). Mémoires du Muséum national d'Histoire naturelle Paris (N.S.), vol. 22, p. 127-158.